# Нова Жизнь (Первомайський район)
Но́ва Жизнь (рос. Новая Жизнь) — селище у складі Первомайського району Оренбурзької області, Росія.

## Населення
Населення — 71 особа (2010; 81 у 2002).
Національний склад (станом на 2002 рік):
- росіяни — 67 %